# Cyclamen cyprium
Espèce
Statut CITES
Cyclamen cyprium Kotschy est une espèce de plantes à fleurs de la famille des Primulaceae endémique de l’île de Chypre, où elle pousse dans les forêts de pins et de cèdres des Monts Kyrenia et Troodos. Cyclamen cyprium est la fleur nationale de l’île de Chypre,.

## Caractéristiques

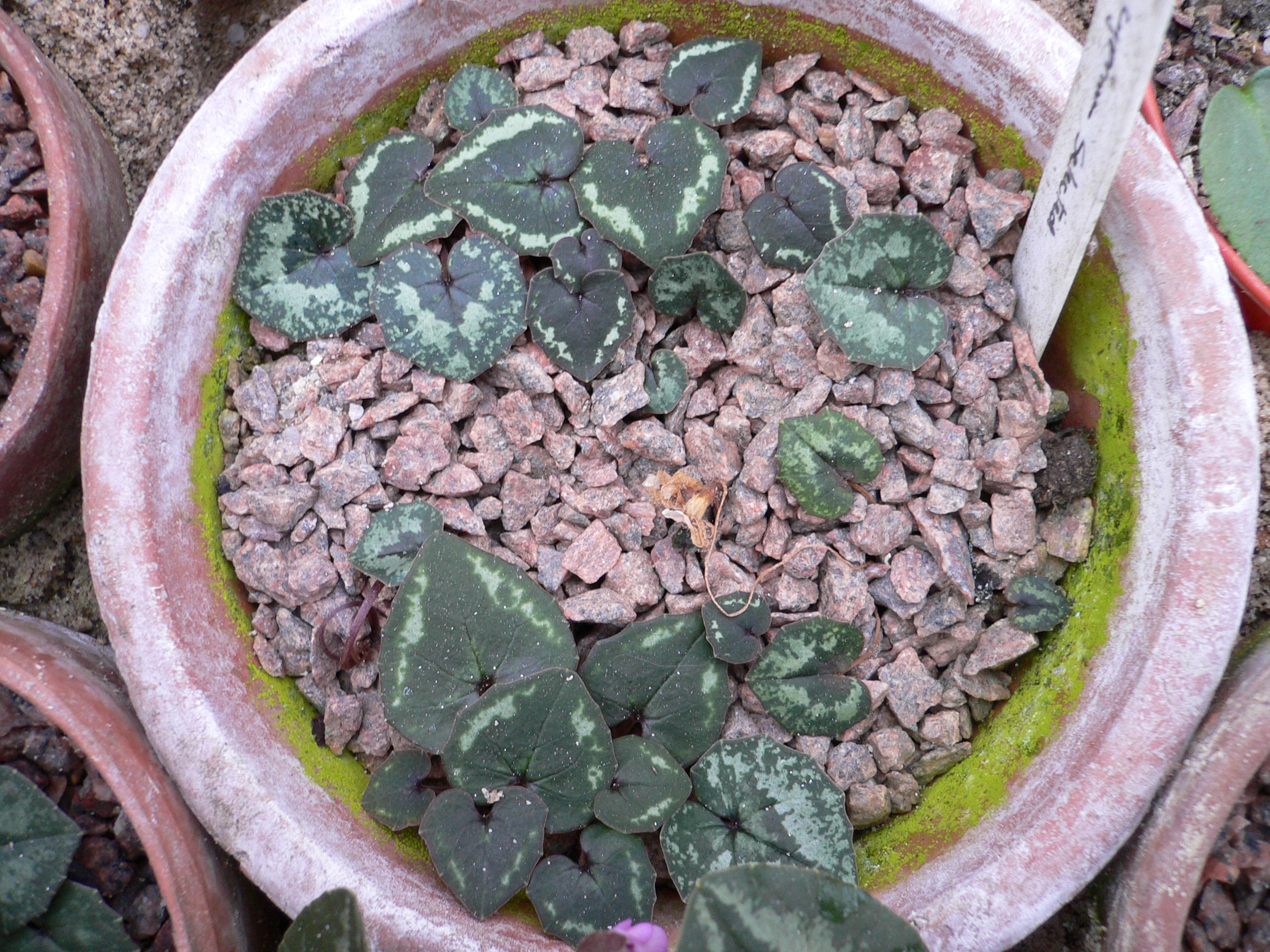
Feuilles de Cyclamen cyprium.

Les fleurs gracieuses et très odorantes, qui apparaissent en automne, sont blanches à rosées avec une tache basale pourprée.
Les pétales élancés à extrémité élégamment contournée ont à la base une oreillette de chaque côté.
Les feuilles hastées à bordure dentées sont vert olive et généralement marbrées.

## Culture
Comme cette espèce n’est pas très rustique, il est conseillé de la cultiver en serre froide.
‘E.S. form’ est une sélection à marbrures argentées prononcées.
Cyclamen ×wellensiekii Iets. est un croisement obtenu en 1969 aux Pays-Bas entre cette espèce et Cyclamen libanoticum – l’autre espèce du sous-genre Corticata. Cet hybride qui est fertile, a des fleurs roses qui apparaissent de novembre à mars.